# 車胤
車 胤（しゃ いん、？ - 400年）は、中国の魏晋南北朝時代、東晋末期の政治家。南平の人。字は武子。『晋書』に伝がある。
ほぼ同時代の孫康（およそ二世代違う）と共に、「蛍雪の功」の故事により知られる。蛍雪の功は「蛍の光」の歌詞として日本人にもよく知られている。

## 生涯
曾祖父の車浚は呉の会稽太守を務めていた。父の車育は南平郡の主簿であった。
幼いとき、父に連れられて太守の王胡之と対面した。王胡之は車胤の相を見ると、将来高官に上るであろうから学問に励ませるよう父に勧めた。
車胤の家は貧しく、灯火のための油を得ることが出来なかったので、夏には絹の袋に数十匹の蛍を集め、その光で書物を照らして昼も夜も勉強に励んだ。
成長すると容姿が立派で頭の回転が早い才気盛んな人物として知られるようになった。桓温が荊州にいたときに従事に抜擢され、主簿・別駕を経て征西長吏となり、中央に仕えるまでに至った。
寒門から勉学で身を起こした人物であったが、遊興にも長けており、上官が来るときには率先して宴席を設け、宴会の場に彼がいない時には、「車公がいないと楽しくない」と周りに言わしめた。謝安にも寵愛された。
寧康初年、中書侍郎に任命され、関内侯に封じられた。孝武帝が『孝経』を学んだときは、謝安、陸納、卞眈、謝石、袁宏、王混らと共に学び議論をした。だんだんと出世し侍中になった。太元中、太学の学生を100人増員し、車胤を領国子博士とした。その後、議郊廟明堂の事について、車胤の意見が取り上げられ、皆それに従った

驃騎長史と移り、太常となり、爵位は臨湘侯にまで進んだが、病のため間官職を退いた。
やがて復職し、護軍将軍に任じられた。この頃、王国宝が会稽王の司馬道子にへつらい、丞相として特別な待遇を与えるよう提案したが、車胤は成王が周公に対して同様の礼遇を与えた事例とは異なるとしてこれに反対し、病と称して署名を拒否した。皇帝は果たして王国宝の提案に激怒し、車胤の態度を喜んだという。
隆安初、呉興郡太守となり二千石の秩を受けたが、病と称して受けなかった。輔国将軍を加えられ、丹陽尹に任じられた。
吏部尚書まで官位は上ったが、司馬元顕（司馬道子の子）の非行を江績と共に司馬道子に告発しようとしたところ、司馬元顕にこのことを知られてしまい強引に自殺させられてしまった。車胤の突然の死に、朝廷は之を悼んだという。

## 参考資料
- 『晋書』（s:晉書/卷083）…顧和、袁瓌、江逌、殷顗、王雅と同じ伝